# Rundfunk-Sinfonieorchester Berlin
Rundfunk-Sinfonieorchester Berlin (RSB, pl. Berlińska Radiowa Orkiestra Symfoniczna) – orkiestra radiowa współfinansowana przez Deutschlandradio, posiadająca jednak dużą autonomię w kwestiach organizacyjnych.
Orkiestra została założona w 1923 roku jako orkiestra radiowa i jest najstarszą czynną orkiestrą radiową w Niemczech. Pierwszym dyrygentem orkiestry był Bruno Seidler-Winkler. Po 1949 roku orkiestra przeszła pod nadzór Rundfunk der DDR. Od 1994 roku w strukturze Deutschlandradio.

## Główni dyrygenci
- Bruno Seidler-Winkler (1926–1932)
- Eugen Jochum (1932–1934)
- Sergiu Celibidache (1945–1946)
- Hermann Abendroth (1953–1956)
- Rolf Kleinert (1959–1973)
- Heinz Rögner (1973–1993)
- Rafael Frühbeck de Burgos (1994–2000)
- Marek Janowski (2002–2015)
- Władimir Jurowski (od 2017)

## Udziałowcy Berlin Rundfunk-Sinfonieorchester
- Deutschlandradio (40%)
- Rząd Republiki Federalnej Niemiec (35%)
- Miasto Berlin (20%)
- Rundfunk Berlin-Brandenburg (RBB) (5%)